# يسبر جنسن (لاعب هوكي الجليد)
يسبر جنسن (بالدنماركية: Jesper Jensen)‏ هو لاعب هوكي الجليد دنماركي، ولد في 2 مايو 1987 في نيبرو في السويد.

## وصلات خارجية
- يسبر جنسن على موقع EliteProspects.com (الإنجليزية)
- يسبر جنسن على موقع Eurohockey.com (الإنجليزية)
- يسبر جنسن على موقع HockeyDB.com (الإنجليزية)
- يسبر جنسن على موقع أوليمبيديا (الإنجليزية)